# La Valla-en-Gier
La Valla-en-Gier es una comuna francesa, situada en el departamento de Loira, de la región de Auvernia-Ródano-Alpes.

## Demografía
| 745 | 677 | 581 | 660 | 745 | 741 | 912 | 990 | 1 042 |
| Para los censos de 1962 a 1999 la población legal corresponde a la población sin duplicidades (Fuente: INSEE [Consultar]) |     |     |     |     |     |     |     |       |